# Liste der Monuments historiques in Champigny (Marne)
Die Liste der Monuments historiques in Champigny führt die Monuments historiques in der französischen Gemeinde Champigny auf.

## Liste der Objekte
| Bezeichnung                        | Beschreibung                              | Standort                           | Kennzeichnung | Schutzstatus    | Datum  | Bild           |
| ---------------------------------- | ----------------------------------------- | ---------------------------------- | ------------- | --------------- | ------ | -------------- |
| Skulptur Sitzende Madonna mit Kind | Holz, farbig gefasst, 15. Jahrhundert     | in der Kirche St-Théodulphe (Lage) | PM51001481    | Classé          | 1964   |                |
| Drei Kirchenfenster                | aus dem 13. Jahrhundert, modern ergänzt   | in der Kirche St-Théodulphe (Lage) | PM51000266    | Classé          | 1905   |                |
| Schatulle für die heiligen Öle     | Zinn, 16. Jahrhundert; Verbleib unbekannt | in der Kirche St-Théodulphe (Lage) | PM51001479    | Classé gelöscht | ? 1942 |                |
| Kanzel                             | Holz, um 1610                             | in der Kirche St-Théodulphe (Lage) | PM51000265    | Classé          | 1905   | weitere Bilder |